# Vesicularia janowskyi
Vesicularia janowskyi är en bladmossart som beskrevs av Fleischer 1914. Vesicularia janowskyi ingår i släktet Vesicularia och familjen Hypnaceae. Inga underarter finns listade i Catalogue of Life.